# Дзельница
Дзельни́ца (пол. dzielnica, от пол. dzielić — «делить», «разделять») — территориально-административное подразделение в польской системе местных органов власти. Дзельница имеет свой избранный совет (пол. rada dzielnicy — совет дзельницы), во главе которого находится бурмистр дзельницы (пол. burmistrz). Наряду с оседлем и солецтвом дзельница является вспомогательным органом (пол. jednostka pomocnicza — букв. вспомогательная единица) гмины. Она создаётся решением Совета гмины и не имеет собственного юридического лица.
Во многих польских городах вспомогательные органы гмины называются оседле, хотя в некоторых случаях оседле может составлять часть дзельницы. Формирование дзельниц определённого города не зависит от размера и численности его населения. В Варшаве и Кракове существует 18 дзельниц, в Гданьске — 30, в Щецине — 4.
Некоторые города формально более не разделены на дзельницы, но это название может употребляться в историческом контексте. Также термин используется в польском языке как синоним понятия «район города» и не несёт административного смысла. В этом значении используется в отношении вообще любых городов, в том числе и за пределами Польши, и чаще всего переводится на русский как район (пол. dzielnica portowa — портовый район) либо как квартал (пол. dzielnica żydowska — еврейский квартал). В отношении административных единиц иностранных городов также чаще всего используется этот термин, иногда с уточнением: пол. dzielnica administracyjna.

## История Польши
Историческое значение слова «дзельница» может относиться к определённой польской исторической области, особенно к пяти удельным княжествам, на которые Польша была разделена после смерти Болеслава III. Польский король Болеслав III Кривоустый перед своей смертью написал так называемый «Статут Болеслава Кривоустого», в котором он разделил Польшу между своими пятью сыновьями. Эти пять удельных княжеств носили название дзельниц Польского королевства. В отношении Польши и других государств периода феодальной раздробленности применяется понятие пол. rozbicie dzielnicowe.

## Источник
- Organizacja państwa / Mały Rocznik Statystyczny Polski 2009, Warszawa, Główny Urząd Statystyczny, 2009-07-23, ISSN 1640-3630.